# Johannes de Doperkerk (Sint Jansteen)

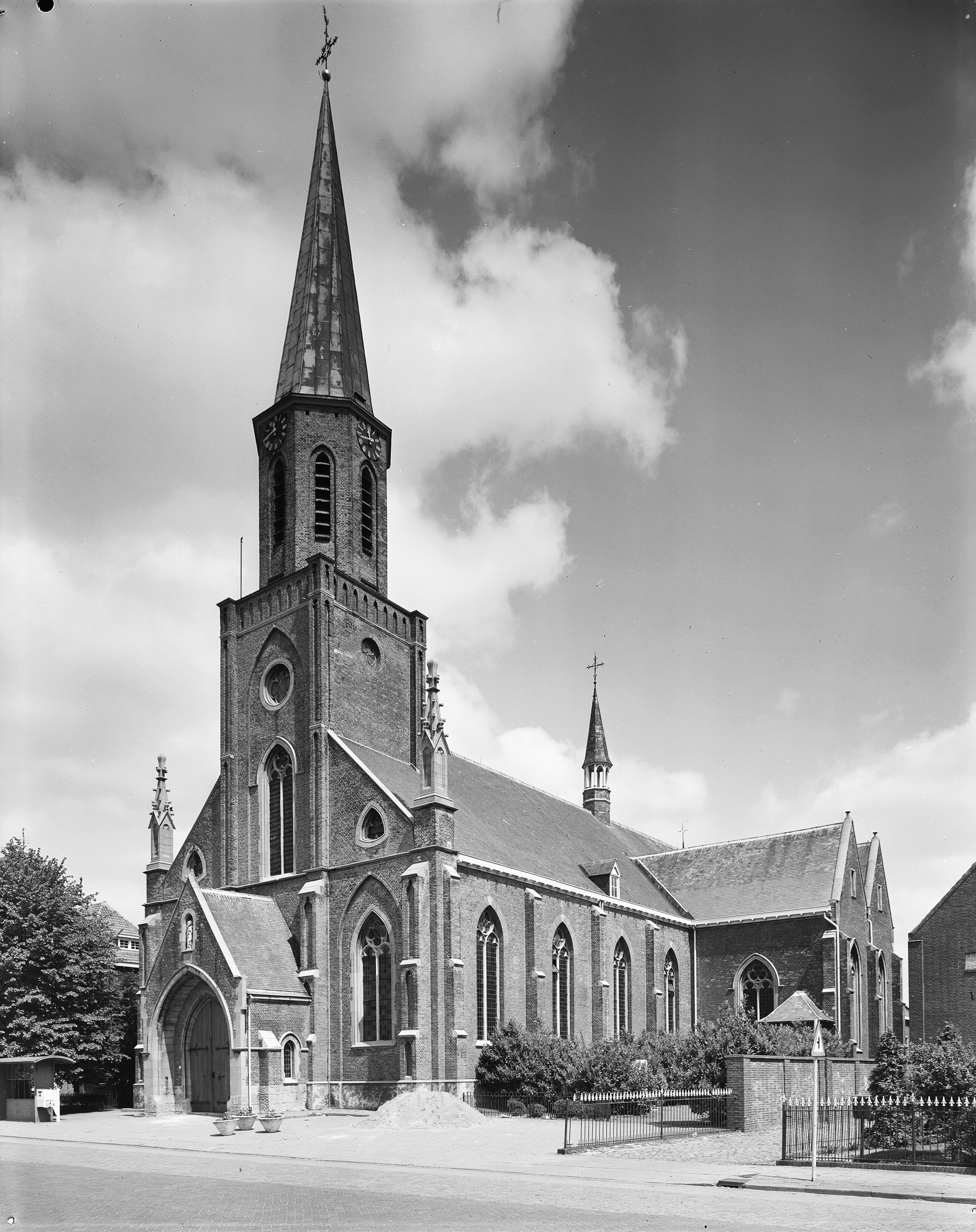
Johannes de Doperkerk

De Johannes de Doperkerk is een neogotisch kerkgebouw aan de Hoofdstraat 4 te Sint Jansteen.

## Geschiedenis
Reeds in 1256 was sprake van een eigen parochie met parochiekerk te Sint Jansteen. Het patronaatsrecht was in handen van het kapittel van de Onze-Lieve-Vrouwekathedraal te Doornik. Vanaf 1586 viel de parochie onder het Bisdom Gent.
Door de militaire activiteiten tijdens de Tachtigjarige Oorlog raakte de toren van de kerk zwaar beschadigd. In 1645 werd het Land van Hulst definitief door de Staatsen ingenomen en werd de kerk genaast. In 1648 werd de kerk omwald en omgebouwd tot een fort. In 1681 kreeg de kerk weer een religieuze functie, nu als protestantse kerk. De katholieken mochten pas in 1791 een schuurkerk inrichten, maar ze kregen in 1804 hun oude kerk weer terug. Deze was echter zeer vervallen.
Tussen 1857 en 1860 werd een nieuwe kerk gebouwd, ontworpen door P. Soffers. Hiertoe werd een steenbakkerij en een kalkbranderij opgezet. De steenbakkerij heeft bestaan van 1850-1876 en leverde niet alleen ruim 1.300.000 stenen voor de nieuwe kerk, maar ze voorzag ook derden van baksteen. De kalkbranderij verwerkte de Doornikse steen welke van de oude kerk afkomstig was.
In 1898 werd de kerk uitgebreid met twee sacristieën, en in 1927 werd een pastorie bijgebouwd, ontworpen door F.J.P. Rouleau.
In 2018 werd de kerk omgevormd tot brouwerij.

## Gebouw
Het gebouw is een driebeukige bakstenen kruiskerk, voorzien van een geveltoren. Er zijn enkele neogotische interieurstukken en een aantal glas-in-loodramen in de kerk aanwezig.